# Leucania mediolacteata
Leucania mediolacteata är en fjärilsart som beskrevs av Emilio Berio 1941. Leucania mediolacteata ingår i släktet Leucania och familjen nattflyn. Inga underarter finns listade i Catalogue of Life.